# Étienne Maleu
Étienne Maleu, né en 1282 et mort le 11 juillet 1322, est un ecclésiastique limousin, chanoine de l'église collégiale de Saint-Junien et historien, auteur d'une chronique latine de son chapitre.

## Biographie

### Chanoine
D'après les indications données par Étienne Maleu lui-même sur son âge, il est né en 1282,,,. On ne sait rien de précis de sa famille, si ce n'est qu'elle a des possessions dans le sud-ouest du diocèse de Limoges. Des membres de la famille Maleu possèdent au XIVe siècle un lieu appelé La Garde ou Maleu, situé au sud de Limoges. 
On ne connaît pas la formation intellectuelle d'Étienne Maleu, mais la rédaction de sa chronique montre qu'il reçu un enseignement grammatical et rhétorique, probablement dans une école capitulaire. Il ne semble pas qu'il ait fréquenté l'université. Comme Étienne Maleu l'écrit lui-même, il est prêtre et chanoine séculier de l'église collégiale de Saint-Junien,,,. Il se décrit ainsi en 1316, et a sans doute reçu ce canonicat dès 1310 ou avant. Il ne semble pas qu'il ait eu un autre bénéfice ecclésiastique.

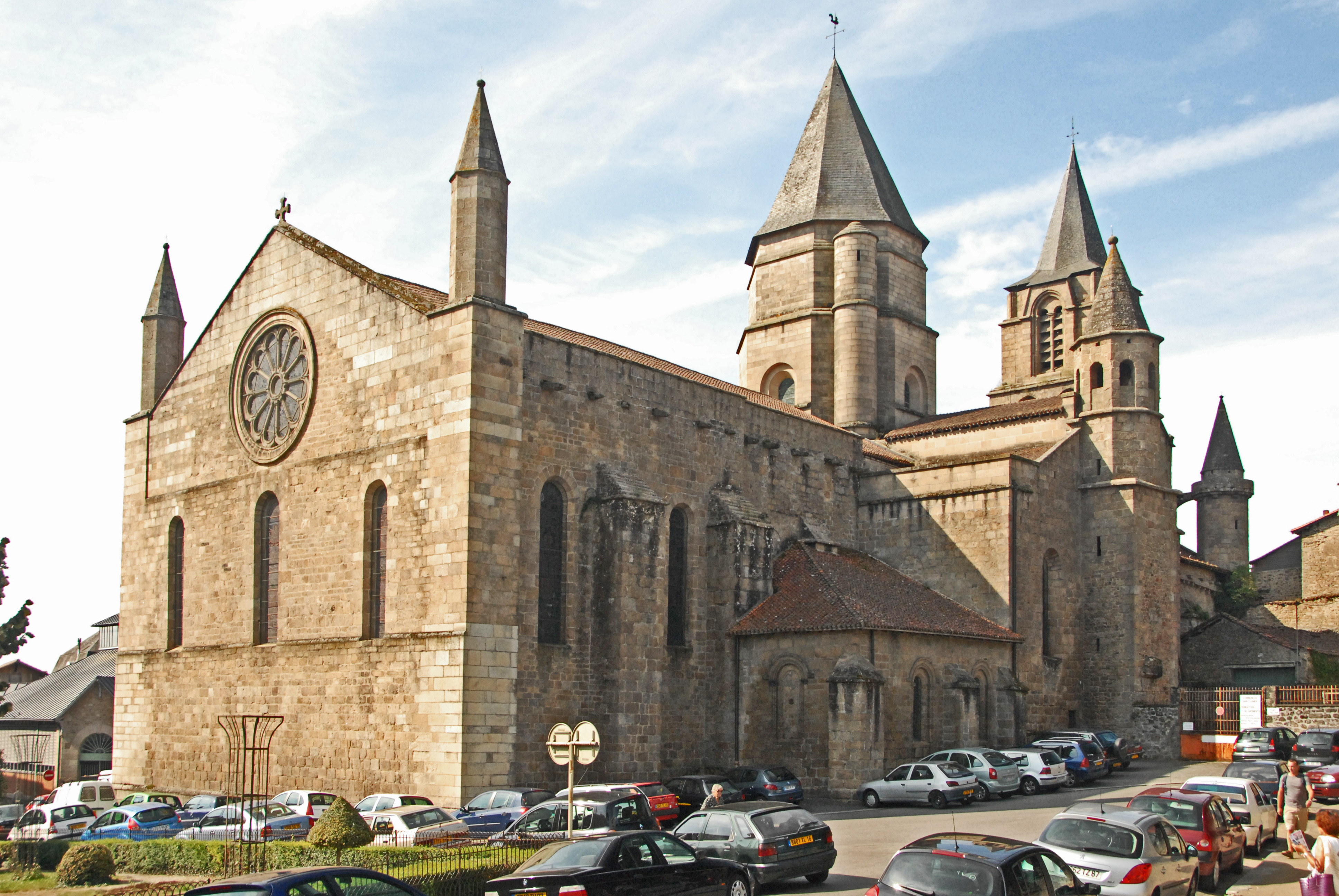
Collégiale Saint-Junien de Saint-Junien

Au moment où Étienne Maleu devient chanoine de Saint-Junien, ce chapitre est dirigé par le prévôt Jourdain de Montcocu, auquel succède en 1313 Gaucelme de Jean, ce qui constitue un tournant dans l'histoire de Saint-Junien. En effet, ce personnage, parent de Jacques Duèse, futur pape Jean XXII, accumule les bénéfices ecclésiastiques. Il est nommé à la tête du chapitre de Saint-Junien par le pape Clément V et sous son mandat, le mode de recrutement et la composition sociale de ce chapitre change : les chanoines ne sont plus cooptés mais nommés par le pape et ne sont plus des notables locaux mais plutôt des étrangers au diocèse, familiers des grands seigneurs et des cardinaux.
Étienne Maleu meurt le 11 juillet 1322, d'après l'épitaphe qui figurait sur sa pierre tombale, aujourd'hui disparue mais qui a été publiée. Il est enterré dans sa collégiale Saint-Junien de Saint-Junien,,. Il est probable que cette pierre tombale a été retirée avant le milieu du XVIIIe siècle.

### Chroniqueur
Étienne Maleu rédige une chronique en latin de l'église collégiale de Saint-Junien. Il indique qu'il achève sa chronique le 7 décembre 1316,,. Cet ouvrage pourrait être issu d'une décision du chapitre, qui en aurait chargé Étienne Maleu, mais il semble plutôt être une initiative personnelle d'Étienne Maleu, avec l'accord de sa communauté,. 
Après un propos liminaire, Étienne Maleu divise sa chronique en deux parties chronologiques, découpées en chapitres. Dans la première partie, la plus courte, il raconte la vie des saints ermites Amand et Junien, reprenant les récits hagiographiques qu'il connaît,, et passe ensuite du VIe siècle au Xe siècle pour exposer l'histoire de l'abbaye Saint-Junien jusqu'à sa destruction à la fin du Xe siècle. La seconde partie poursuit l'histoire de la prévôté qui succède à l'abbaye, jusqu'en 1316,. Cette partie est une suite de notices correspondant à chaque prévôt, à la manière des Gesta. Le travail d'Étienne Maleu tient donc à la fois de la chronique et des Gesta. 
Étienne Maleu utilise en premier lieu des documents d'archives qu'il a consultés. Il intègre à son récit 27 documents (chartes épiscopales, bulles pontificales, actes émanant du prévôt et du chapitre de Saint-Junien ou d'autres ecclésiastiques) en les recopiant entièrement, ce qui fait toute l'originalité de son travail,,,. Il en résume une trentaine d'autres. Il s'appuie aussi sur des ouvrages consultés dans différentes bibliothèques,, comme il l'indique dans son prologue. Ce sont des ouvrages d'histoire, comme ponctuellement la Chronique de Geoffroy de Vigeois et surtout les livres relatifs au Limousin de l'inquisiteur dominicain Bernard Gui. Plus que les livres d'histoire, Étienne Maleu utilise les livres liturgiques : la Bible, des hagiographies, des nécrologes et des obituaires.
Étienne Maleu hiérarchise ses sources, accordant la priorité à l'écrit, en particulier les documents diplomatiques. Il ne met pas en avant son propre témoignage et ne raconte pas de faits qu'il a vus lui-même, à part quand il décrit des monuments. De même, il n'utilise les témoignages oraux de ses contemporains que pour compléter des documents écrits. Montrant un intérêt réel pour l’archéologie, Étienne Maleu a recours à des sources épigraphiques et monumentales. Il cherche les tombes des saints et des prévôts de son chapitre et décrit son église. Suivant un ordre chronologique, il essaye de déterminer, autant qu'il le peut, les dates des événements qu'il signale,. Il utilise ses sources de différentes manières, en les paraphrasant, en les résumant ou en les citant intégralement. Il les compile en consacrant le plus souvent un paragraphe à une source, sauf pour les documents qu'il insère in extenso dans son récit.
Étienne Maleu emploie un style simple, volontairement concis, dans un latin médiéval parfois marqué par la langue parlée dans le Limousin. Il semble avoir des objectifs de commémoration, de protection du patrimoine et de soutien du pouvoir de l'évêque de Limoges,. Il s'agit d'écrire une histoire des origines glorieuses de Saint-Junien à travers les saints fondateurs, mais aussi de préserver le patrimoine du chapitre par l'insertion de documents qui concernent ses possessions et ses droits, comme dans un cartulaire, et enfin d'assurer le salut par l'édification des âmes. 
Dans l'historiographie médiévale, Étienne Maleu  se singularise par le fait qu'il n'est pas un moine, mais un chanoine séculier, par son usage de l'érudition et de description des monuments et enfin par le caractère très local de sa chronique. Comme il ne cherche pas à produire une œuvre littéraire, ses notations, simples et qui concernent son église, sont particulièrement intéressantes, ainsi que les documents qu'il cite intégralement.

### Du manuscrit à l'édition
Le manuscrit de la chronique d'Étienne Maleu reste après sa mort dans les archives du chapitre de Saint-Junien. Quelques petits compléments sont ajoutés aux XIVe et XVe siècles,. Le texte n'est pas diffusé au Moyen Âge,. Après 1775, on perd la trace du manuscrit original. Son exemplaire unique est sans doute détruit en 1793,.
Le manuscrit est copié par les bénédictins mauristes en 1670 sous l'autorité de Claude Estiennot de la Serrée puis au XVIIIe siècle par l'abbé Joseph Nadaud, dont la copie est elle-même recopiée par l'abbé Martial Legros.
Le texte est édité par François Arbellot en 1847,, à partir de deux copies des XVIIe et XVIIIe siècles, puis repris partiellement par les Bollandistes en 1853 dans les Acta Sanctorum et dans le Recueil des historiens de la Gaule en 1855,. L'édition de François Arbellot est tirée à peu d'exemplaires et comporte un certain nombre d'erreurs.

## Éditions de l'œuvre
- (la) « Chronicon comodoliacense seu Ecclesiae Sancti-Juniani ad Vigennam ab anno D ad annum MCCXVI a Stephano Maleu, canonico comodoliaci », dans Chronique de Maleu, chanoine de Saint-Junien, mort en 1322, publiée pour la première fois avec des notes explicatives, et suivie de documents historiques sur la ville de Saint-Junien par M. l'abbé Arbellot, Saint-Junien, Barret, 1847, 264 p. (lire en ligne), p. 6-116.

- (la) « Liber chronicarum ecclesiae S. Juniani », dans Pauline Bouchaud, Le chanoine limousin Étienne Maleu († 1322), historien de son église, t. 3 et 4 : édition et traduction du Liber chronicarum ecclesiae S. Juniani (thèse de doctorat préparée à l'École pratique des hautes études sous la direction de Dominique Barthélemy), 2018, 893 p. (lire en ligne).